# E. Alison Kay
Elizabeth Alison Kay (Eleele, 1928 – Honolulu, 9 giugno 2008) è stata un'ambientalista e malacologa statunitense.
Fu professore alla University of Hawaiʻi. Alison Kay è nota principalmente per il suo lavoro Hawaiian Marine Shells (1979).

## Biografia
Kay crebbe sull'isola di Kauai nel Territorio delle Hawaii; si diplomò presso la Punahou School nel 1946 e conseguì il suo prima B.A. presso il Mills College nel 1950.
Successivamente, nel 1952 conseguì un secondo B.A. e nel 1956 un M.A. presso la Cambridge University in qualità di studente del Programma Fulbright.
Dopo la laurea, ritornò alla University of Hawaiʻi, dove completò la sua tesi nel 1957.

## Carriera
La sua attività di ricerca si focalizzò sui molluschi marini della regione dell'Indo-Pacifico; inoltre, teneva regolarmente un corso in Tassonomia e Sistematica, oltre a uno in Biogeografia, all'interno del quale enfatizzava in particolare l'ecologia e la distribuzione dei molluschi insulari.
La sua tesi riguardava le conchiglie del genere Cypraea (in inglese cowrie shells) e la Cypraea alisonae fu così chiamata in suo onore.
La Kay credeva fortemente nell'educazione generale.
Fino al 1982 fu assegnata al Dipartimento di Scienze Generali (dopodiché fu trasferita al Dipartimento di Zoologia) e fu una fra i più avvincenti lettori nei corsi tenuti fuori campus presso il Varsity Theater. 
Negli ultimi anni, tenne un corso aperto al pubblico sulla Storia Naturale delle Isole Hawaii, per il quale curò un libro di testo nel 1994.
Inoltre, prestò varie volte servizio come decano degli studenti laureati, capo dipartimento e membro del Senato di Facoltà.
Fu editor in chief del giornale Pacific Science e tenne questa posizione per più lungo tempo rispetto ad ogni altro, sovrintendendo a quasi ogni numero tra il 1972 e il 2000.
Attiva in molti progetti di carattere ambientale, contribuì alla fondazione della Save Diamond Head Association, condusse ricerche sugli effetti della bomba atomica nelle Isole Marshall e svolse attività pionieristiche di ricerca sui micromolluschi come indicatori per il biomonitoraggio.
La sua attività di ricerca sull'ecologia delle opihi (Cellana) aiutò a sviluppare la normativa statale che regolamenta e limita la raccolta di opihi.

## Opere principali
- 1978. Molluscan distribution patterns at Canton Atoll, Atoll Research Bulletin, n. 221:160-169.
- 1979. Hawaiian Marine Shells: Reef and Shore Fauna of Hawaii, Section 4: Mollusca, B.P. Bishop Museum Press, Honolulu.
- 1980. Little worlds of the Pacific: An essay on Pacific Basin biogeography, Harold L. Lyon Arboretum, University of Hawaii, Lecture No. 9, pagg. 1-40.
- 1984. Patterns of speciation in the Indo-West Pacific, in Biogeography of the Tropical Pacific, Association of Systematics Collections and B.P. Bishop Museum, pagg. 15-31.
- 1987. Endemism and evolution in Hawaiian Marine invertebrates (con S. Palumbi), Trends in Ecology and Evolution 2:183-186.
- 1987. The Mollusca of Enewetak Atoll, Marshall Islands (con S. Johnson), in The Natural History of Enewetak Atoll, U.S. Dept. of Energy, Washington, D.C..
- 1990. The Cypraeidae of the Indo-Pacific: Cenozoic phylogeny and biogeography, Bulletin of Marine Science, 47:23-24.
- 1991. The marine mollusks of the Galapagos: Determinants of insular marine fauna, in Galapagos Marine Invertebrates, Plenum Press, New York, pagg. 235-252.
- 1991. Shells of Hawaii (con Olive Schoenberg-Dole), University of Hawaii Press, Honolulu, ISBN 978-0-8248-1316-1.
- 1994. A Natural History of the Hawaiian Islands: Selected Readings II, University of Hawaii Press, Honolulu, ISBN 978-0-8248-1659-9.